# Boksum
Boksum is een dorp in de gemeente Waadhoeke, in de Nederlandse provincie Friesland. Boksum ligt net ten zuidwesten van Leeuwarden, aan de N359. Door het dorp loopt de Boksumerzool. In 2023 had het dorp 395 inwoners.
Het buurtje Pypsterbuorren ligt net ten noorden van het dorp. De dorpen Boksum, Blessum, Deinum en Ritsumazijl vormen een gemeenschap met een aantal gezamenlijke faciliteiten.

## Geschiedenis

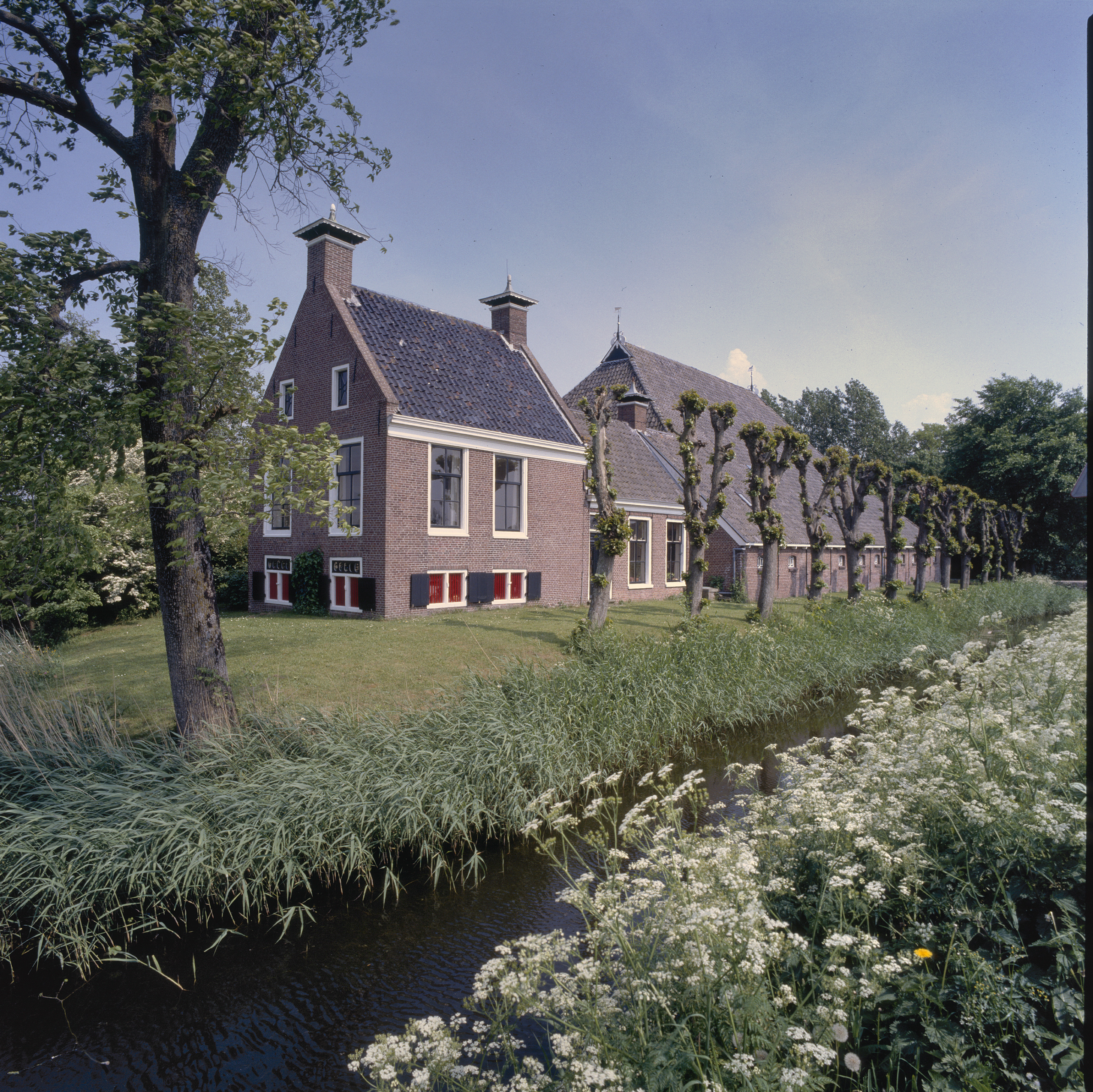
Boerderij in Boksum

Evenals de overige dorpen in de voormalige gemeente Menaldumadeel is ook Boksum ontstaan aan de Middelzee. De oude Middelzeedijk is hier nog een stille getuige van. In de 13e eeuw werd vrijwel het gehele dorp eigendom van het klooster Mariadal. In 1332 werd de abt Eelko Liauckama door monniken van het klooster doodgeslagen op de uithof van Boksum.
In 13e eeuw werd de plaats gespeld als Boxum. In de 15e eeuw kwamen de spellingsvarianten Boxim en Bouxum voor. De plaatsnaam zou verwijzen naar de woonplaats (heem/um) van de persoon Bokke of Bokse.
Tijdens de Tachtigjarige Oorlog wonnen de troepen van Filips II op 17 januari 1586 de Slag bij Boksum. Volgens de tekst op een gedenkbord in de plaatselijke Sint-Margaretakerk zijn tijdens deze slag duizend doden gevallen. Tijdens de slag verschanste vaandrig Otto Clant zich in de kerk, waarna hij door de Spanjaarden werd neergestoken. De Gelderse edelman Oswald van den Bergh werd diezelfde dag door Spaanse troepen gedood omdat hij een Staatsvaandel had veroverd en zo voor vijand werd aangezien.
Van 1883 tot 1938 lag bij Boksum het station Jellum-Boxum aan de spoorlijn van Leeuwarden naar Stavoren.
Boksum maakte deel uit van de grietenij Menaldumadeel, die bij de gemeentewet van 1851 werd omgezet in een Nederlandse gemeente. De gemeentelijke herindeling van 1984 ging aan Menaldumadeel voorbij. Maar bij een nieuwe gemeentelijke herindeling werd Menaldumadeel per 1 januari 2018 opgeheven. Boksum werd hierbij onderdeel van de nieuwe gemeente Waadhoeke.
Tot 1982 werd de plaatsnaam officieel gespeld als Boxum, in de praktijk werd de spelling Boksum al een tijd langer gevoerd. In historische zin wordt in het Fries ook de spelling Boxum gebruikt. De spelling van de Boxumervaart werd in 2007 in het Fries Boksumer Soal, in het Nederlands Boksumerzool maar ook de spelling Boksumervaart komt officieel voor. De polder heet officieel nog Polder Boxum.

## Kerk

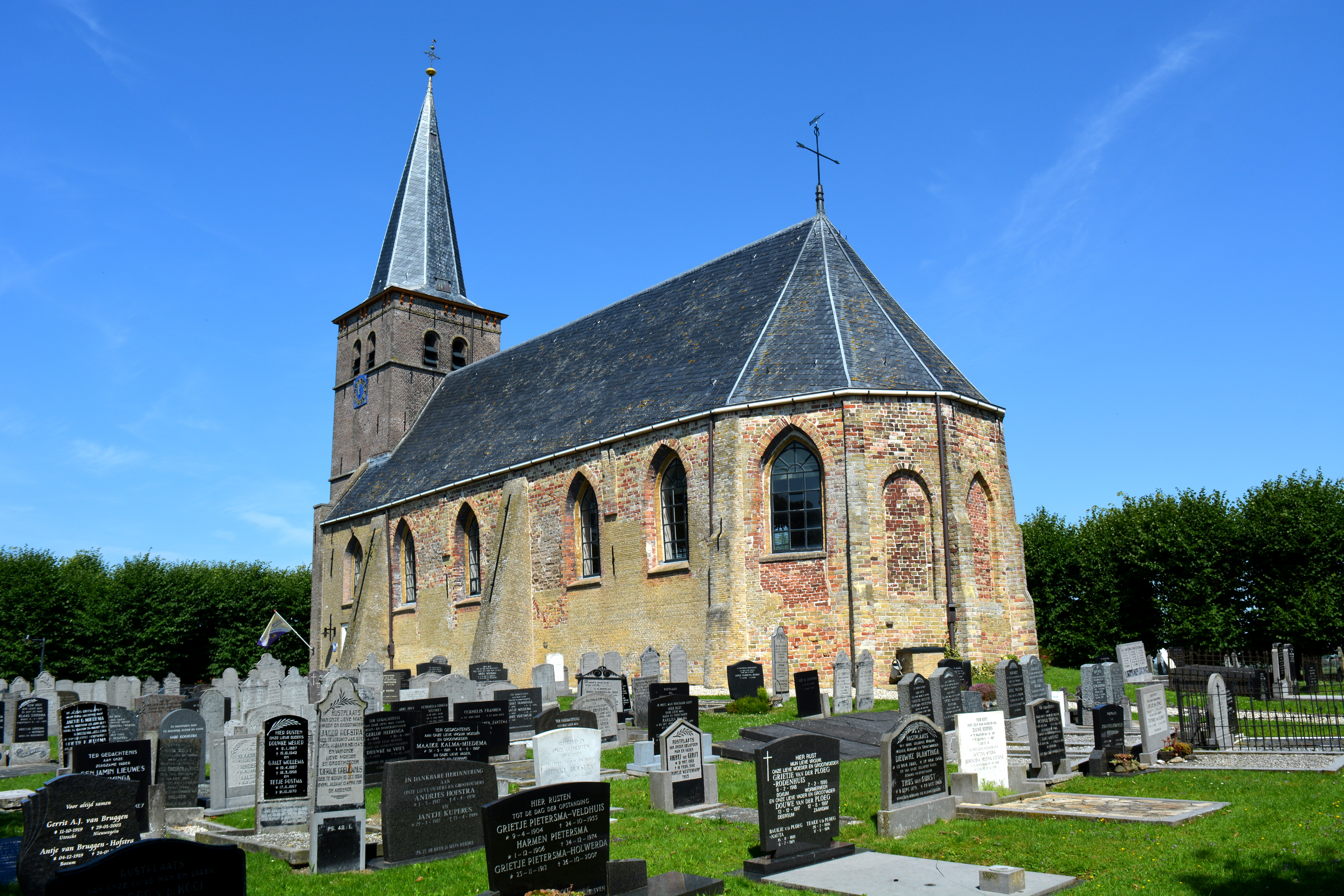
De Sint-Margaretakerk

De Sint-Margaretakerk is gebouwd boven op een terp en is omgeven door een kerkhof. De kerk werd oorspronkelijk gebouwd in de 12e eeuw en in de 13e eeuw vergroot.

## Cultuur en sport
De Fanfare Advendo bedient naast Boksum ook de dorpen Blessum en Deinum, net als de gezamenlijke dorpskrant. Bij het dorpshuis, It String, ligt het kaatsveld van het dorp. Hierbij hoort de kaatsclub Foar Trije Wurk (FTW).

## Onderwijs
Het dorp had tot en met schooljaar 2017-2018 een basisschool, de Otto Clant. De school was vernoemd naar de jonkheer. De school was al enige jaren verliesdraaiend door te weinig leerlingen en moest daarom uiteindelijk de deuren sluiten. De meeste kinderen gaan sindsdien naar Deinum en Weidum naar school.

## Geboren
- Harm van Houten (1892-1952), onderwijzer, journalist en politicus
- Douwe Kalma (1896-1953), schrijver, dichter en leider van de Jongfriese Beweging

## Overleden
- Eelko Liauckama (?-1332), Fries abt
- Otto Clant (1532-1586), landjonker en vaandrig
- Oswald van den Bergh, (1561-1586), Gelders edelman

## Openbaar vervoer
- Buslijn 92: Leeuwarden - Boksum - Hijlaard - Huins - Winsum - Spannum - Wommels - Burgwerd - Bolsward - Kop Afsluitdijk
- Buslijn 93: Leeuwarden - Boksum - Jellum - Beers - Weidum - Jorwerd - Mantgum - Oosterwierum - Deersum - Scharnegoutum - Sneek